# Gros souper
En Provence, le gros souper (lou gros soupa, en provençal) est le repas maigre traditionnellement pris en famille le 24 décembre, avant la messe de minuit.

## Lecacho fio

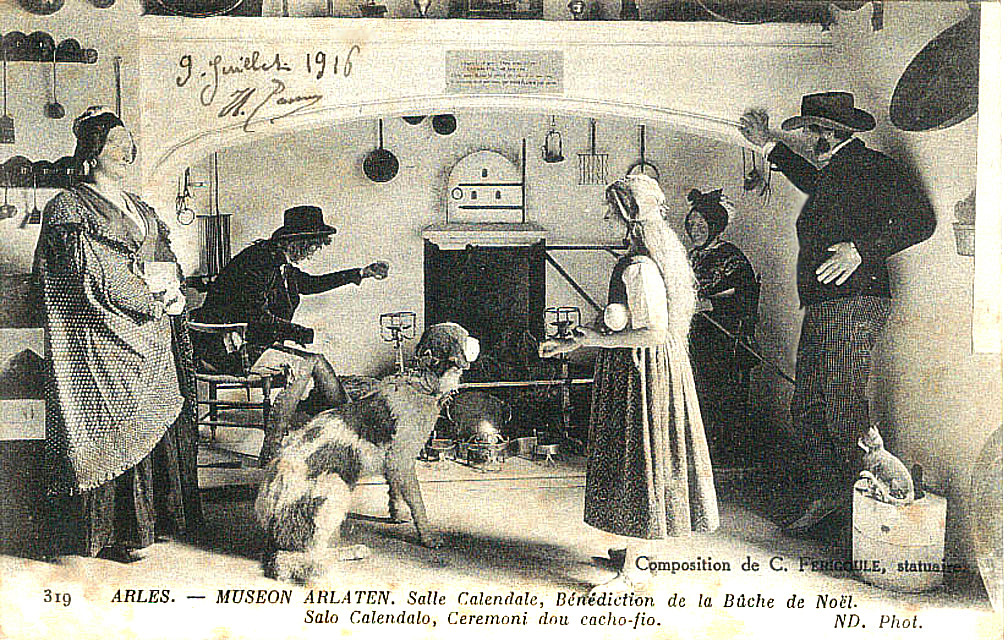
Cérémonie du cacho fio reproduite au Musée Arlaten à Arles

Le réveillon de Noël commence par l'ancienne coutume païenne du cacho fio,. Il s'agit d'une cérémonie durant laquelle une grosse bûche d'arbre fruitier est mise au feu. Selon Frédéric Mistral l'expression cacho fio vient de « mettre au feu ». Cette cérémonie s'accompagne d'une bénédiction, durant le transport de la bûche vers le foyer. 
Une triple libation sur la bûche est ensuite pratiquée par le plus jeune de l'assemblée, avec du vin, en prononçant les paroles suivantes :
| En provençal | En français |
| --- | --- |
| Alegre, Diou nous alegre, Cachofue ven, tout ben ven, Diou nous fague la graci di veïre l'an que ven Se sian pas mai que siguen pas men. | Soyons joyeux, Dieu nous garde joyeux, Cacho feu vient, tout bien vient, Dieu nous fasse la grâce de voir l'an qui vient, Si nous sommes pas plus, que nous ne soyons pas moins. |

## Table

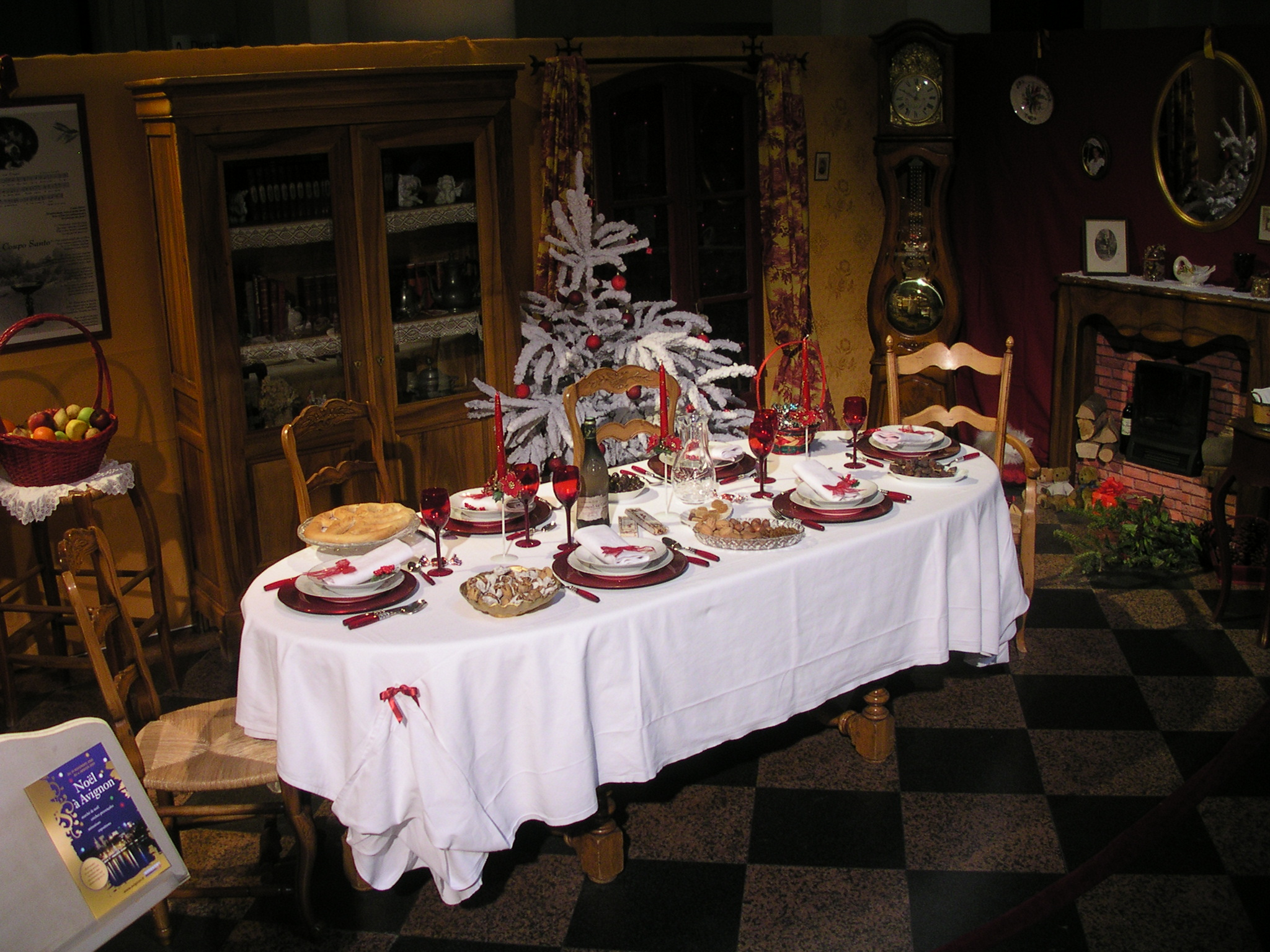
Table du gros souper de Noël avec ses trois nappes

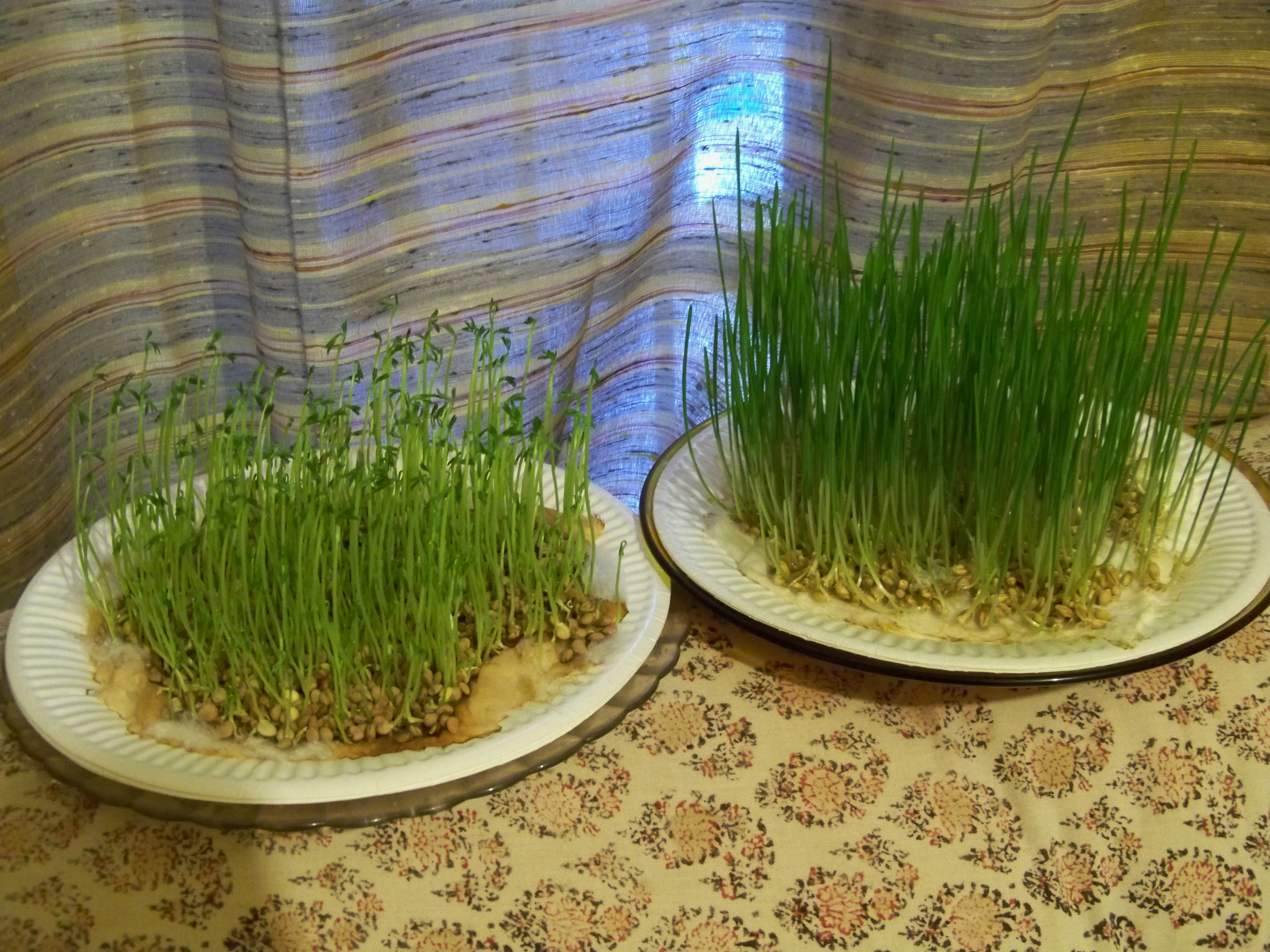
Blés et lentilles de la Sainte Barbe

La table dressée comporte trois nappes de taille décroissante : une pour le « gros souper », une pour le repas du jour de Noël, le lendemain midi — repas composé de viandes —, et enfin la dernière pour le soir du 25 où les restes trônent sur la table. Sur ces nappes, on dépose les lentilles ou les blés de la Sainte-Barbe (plantés dans 3 assiettes pour les faire germer à partir du 4 décembre, jour de la Sainte-Barbe), une branche de houx pour apporter le bonheur ainsi que trois bougies (Sainte Trinité). Le pain, posé à l’endroit, est coupé en trois : la « part du pauvre », la « part des convives » et la « part fétiche » qu’on conserve dans une armoire. Il ne faut pas oublier de mettre un couvert de plus : le couvert du pauvre. « Pauvre » désigne celui qui est décédé mais ce peut être aussi un mendiant qui passe et demande l’aumône. La part du pauvre est un rappel de l'histoire de la Sainte Famille qui ne trouva personne pour l’accueillir cette nuit-là.

## Repas

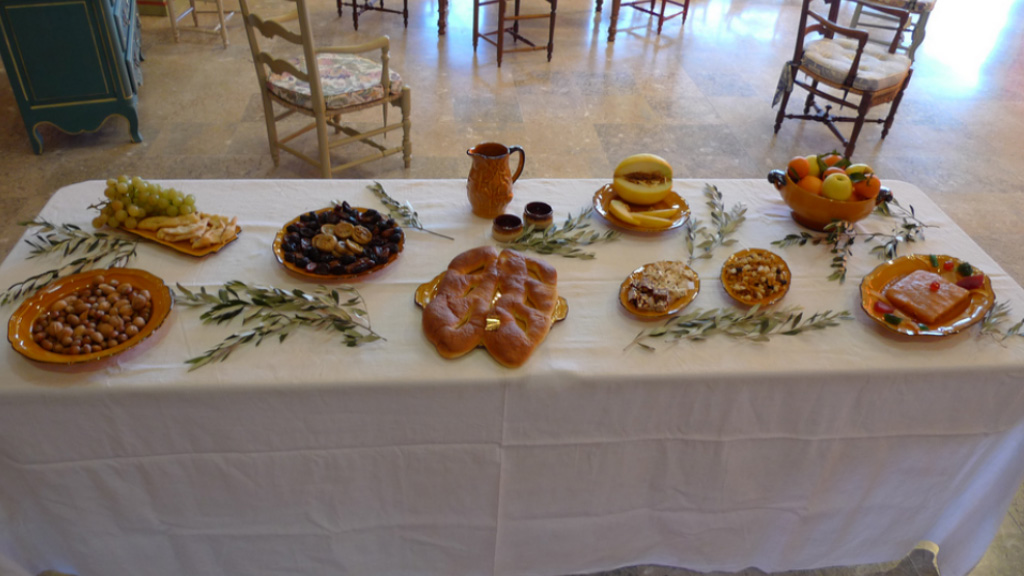
Les treize desserts

Le repas maigre, conformément à la tradition religieuse chrétienne qui l'impose les veilles de fêtes afin de témoigner d'une certaine solennité n'en est pas moins fastueux. Variant d'une région ou d'une famille à l'autre, il commence par l'aigo boulido, ou la soupe de crouzé, se continue par des plats de poissons dont l'alose à l'étouffée, la morue à la raïto, et de légumes, le gratin de cardes (cardons), la salade de céleri aux anchois, les épinards aux escargots. Après avoir dégusté les sept plats maigres de poissons et de légumes, on pose sur la table les treize desserts que l’on mange au retour de la messe de minuit avec le vin cuit et, pour les affamés, on servait autrefois la petite oie, dont on apprêtait le cou, les bouts d'ailes, les pieds, le gésier et autres issues, et qui a été remplacée par la dinde de Noël.

### Articles et catégorie connexes
- Calèna
- Treize desserts
- Cuisine provençale
- Cuisine comtadine et vauclusienne
- Catégorie:Spécialité régionale française